# Westland Wagtail
Westland Wagtail là một mẫu thử máy bay tiêm kích của Anh trong Chiến tranh thế giới I.

## Tính năng kỹ chiến thuật (Mẫu thử thứ hai)
Dữ liệu lấy từ Westland Aircraft since 1915 
Đặc điểm tổng quát
- Kíp lái: 1
- Chiều dài: 18 ft 11 in (5,77 m)
- Sải cánh: 23 ft 2 in (7,06 m)
- Chiều cao: 8 ft 0 in (2,44 m)
- Diện tích cánh: 190 ft² (17,7 m²)
- Kết cấu dạng cánh: RAF 15
- Trọng lượng rỗng: 746 lb (339 kg)
- Trọng lượng có tải: 1.330 lb (605 kg)
- Động cơ: 1 × ABC Wasp, 170 hp (127 kW)

 Hiệu suất bay 
- Vận tốc cực đại: 125 mph (109 knot, 201 km/h) trên độ cao 10.000 ft (3.050 m)
- Trần bay: 20.000 ft (6.100 m)
- Tải trên cánh: lb/ft² (kg/m²)
- Công suất/trọng lượng: hp/lb (W/kg)
- Thời gian bay: 2½ h[2]
- Lên độ cao 17.000 ft (5.200 m): 17 phút

Trang bị vũ khí

- Súng: 2x súng máy Vickers .303 in